# J. F. Quintin
Jean-François „J. F.“ Quintin (* 28. Mai 1969 in Saint-Jean-sur-Richelieu, Québec) ist ein ehemaliger kanadischer Eishockeyspieler, der im Verlauf seiner aktiven Karriere zwischen 1986 und 2003 unter anderem 210 Spiele für die Starbulls Rosenheim, Moskitos Essen und DEG Metro Stars in der Deutschen Eishockey Liga (DEL) auf der Position des linken Flügelstürmers bestritten hat. Darüber hinaus absolvierte Quintin fast 600 Partien in der International Hockey League (IHL), wo er im Jahr 1992 mit den Kansas City Blades den Turner Cup gewann, und stand in 22 Begegnungen für die San Jose Sharks in der National Hockey League (NHL) auf dem Eis.

## Karriere
Quintin spielte während seiner Juniorenzeit zunächst von 1986 bis 1989 bei den Cataractes de Shawinigan in der Ligue de hockey junior majeur du Québec (LHJMQ). Nachdem er in seiner letzten Saison dort in 69 Spielen insgesamt 152 Scorerpunkte erzielt hatte und ins Second All-Star Team berufen worden war, wählten ihn die Minnesota North Stars aus der National Hockey League (NHL) im NHL Entry Draft 1989 in der vierten Runde an 75. Position aus. Daraufhin wechselte er ins Farmteam der North Stars zu den Kalamazoo Wings in die International Hockey League (IHL). Von dort wurde er im NHL Dispersal Draft 1991 zu den San Jose Sharks, die in ihre erste NHL-Saison gingen, abgegeben.
Der Franko-Kanadier bestritt die gesamte Saisonvorbereitung auf die Saison 1991/92 mit dem Team und führte selbiges in der Vorbereitung mit vier Toren an. Nach einer schweren Knieverletzung fiel er jedoch bis zum Ende der Saison aus und konnte nur acht Spiele, in denen er drei Tore schoss, bestreiten. Danach wurde er zu den Kansas City Blades, dem Sharks-Farmteam, beordert, um dort das Team in den Playoffs zu unterstützen. Mit zwölf Punkten in 13 Spielen trug er dabei maßgeblich zum Gewinn des Turner Cups bei. In der Saison 1992/93 kehrte Quintin zunächst zu den Sharks zurück und lief in 14 Spielen auf, in denen er sieben Punkte erzielte. Trotzdem konnte sich der linke Flügelspieler nicht in der NHL durchsetzen und spielte die folgenden fünf Spielzeiten in der IHL bei den Blades.
Nach Auslauf seines Vertrages im Sommer 1998 wechselte Quintin für ein Jahr nach Slowenien zum HDD Olimpija Ljubljana, wo er gleich den Meistertitel feiern konnte. Seine Karriere ließ er in der Deutschen Eishockey Liga (DEL) ausklingen. Dort spielte er von 1999 bis 2003 für die Starbulls Rosenheim, Moskitos Essen und DEG Metro Stars in insgesamt 194 Spielen. Im Sommer 2003 beendete der 34-Jährige seine aktive Karriere.

## Erfolge und Auszeichnungen
- 1989 LHJMQ Second All-Star Team
- 1992 Turner-Cup-Gewinn mit den Kansas City Blades
- 1999 Slowenischer Meister mit dem HDD Olimpija Ljubljana

## Karrierestatistik
(Legende zur Spielerstatistik: Sp oder GP = absolvierte Spiele; T oder G = erzielte Tore; V oder A = erzielte Assists; Pkt oder Pts = erzielte Scorerpunkte; SM oder PIM = erhaltene Strafminuten; +/− = Plus/Minus-Bilanz; PP = erzielte Überzahltore; SH = erzielte Unterzahltore; GW = erzielte Siegtore; 1 Play-downs/Relegation; Kursiv: Statistik nicht vollständig)